# Australopacifica antarctica
Australopacifica antarctica är en plattmaskart som först beskrevs av Arthur Dendy 1909.  Australopacifica antarctica ingår i släktet Australopacifica och familjen Geoplanidae. Inga underarter finns listade i Catalogue of Life.